# 藤沢北郵便局
藤沢北郵便局（ふじさわきたゆうびんきょく）は神奈川県藤沢市にある郵便局。民営化前の分類では集配普通郵便局であった。

## 概要
住所：〒252-0899 神奈川県藤沢市高倉1220

## 沿革
- 1967年（昭和42年）10月16日 - 藤沢北郵便局として、藤沢市下土棚に開局。長後郵便局より集配業務を移管[1]。
- 1986年（昭和61年）2月1日 - 風景入通信日付印の使用を開始。
- 1998年（平成10年）9月1日 - 外国通貨の両替および旅行小切手の売買に関する業務取扱を開始。
- 1999年（平成11年）6月28日 - 綾瀬市内の集配業務を、新設の綾瀬郵便局に移管。
- 2007年（平成19年）10月1日 - 民営化に伴い、併設された郵便事業藤沢北支店に一部業務を移管。
- 2010年（平成22年）4月1日 - 相模原市の政令指定都市移行に伴う集配区整理及び郵便事業の管轄する統括支店の変更とそれらに伴う郵便番号変更の影響で、当局と郵便事業藤沢北支店の郵便番号が〒252-8799から〒252-0899に変更[2]。
- 2012年（平成24年）10月1日 - 日本郵便株式会社発足に伴い、郵便事業藤沢北支店を藤沢北郵便局に統合。

## 取扱内容
- 郵便、印紙、ゆうパック、内容証明
- 貯金、為替、振替、振込、国際送金、外貨両替・トラベラーズチェック、国債、投資信託
- 生命保険、バイク自賠責保険、自動車保険、変額年金保険
- ゆうちょ銀行ATM
- 「252-08xx」区域（藤沢市の一部）の集配業務
- ゆうゆう窓口

## 周辺
- 藤沢市立高倉中学校
- 藤沢市立湘南台小学校
- いすゞ自動車 藤沢工場
- 境川

## アクセス
- 小田急江ノ島線 長後駅から南東へ約1.1km（徒歩約12分）
- 小田急江ノ島線、相鉄いずみ野線、横浜市営地下鉄ブルーライン 湘南台駅から北東へ約1.3km（徒歩約15分）
- 東名高速道路 綾瀬SICから南東へ約9km、横浜新道 戸塚終点から西へ約7.5km
- 国道467号沿い
- 駐車場あり：31台